# Elezioni parlamentari in Finlandia del 1995
Le elezioni parlamentari in Finlandia del 1995 si tennero il 19 marzo per il rinnovo dell'Eduskunta. Esse hanno visto la vittoria del Partito Socialdemocratico Finlandese di Paavo Lipponen, che è divenuto Ministro capo.

## Risultati
| Liste                                | Voti      | %     | Seggi |
| ------------------------------------ | --------- | ----- | ----- |
| Partito Socialdemocratico Finlandese | 785 637   | 28,25 | 63    |
| Partito di Centro Finlandese         | 552 003   | 19,85 | 44    |
| Partito di Coalizione Nazionale      | 497 624   | 17,89 | 39    |
| Alleanza di Sinistra                 | 310 340   | 11,16 | 22    |
| Lega Verde                           | 181 198   | 6,52  | 9     |
| Partito Popolare Svedese             | 142 874   | 5,14  | 11    |
| Lega Cristiana Finlandese            | 82 311    | 2,96  | 7     |
| Giovani Finlandesi                   | 78 066    | 2,81  | 2     |
| Partito Rurale Finlandese            | 36 185    | 1,30  | 1     |
| Lega della Finlandia Libera          | 28 067    | 1,01  | –     |
| Altri                                | 76 140    | 2,74  | 1     |
| Totale                               | 2 780 921 | 100   | 200   |